# Gansko-togoanska granica
Granica Gane i Toga duga je 1.098 km i proteže se od tromeđe s Burkinom Faso na sjeveru do Atlantskog oceana na jugu.

## Opis
Granica počinje na sjeveru na tromeđi s Burkinom Faso; zatim skreće prema istoku, gotovo ponovno dodirujući granicu Burkine i time stvarajući komad togoanskog teritorija gotovo odsječen od glavnog dijela zemlje, koji je na najužem mjestu širok samo 140 m. Granica zatim skreće prema jugu, nastavljajući kopnom prije nego što stigne do Bijele Volte. Granica neko vrijeme prati ovu rijeku, a zatim skreće prema jugoistoku, koristeći kopnene linije i neke male rijeke, da bi na kraju došla do rijeke Oti. Granica zatim slijedi Oti prema jugu, zatim skreće prema istoku duž jednog od njegovih ogranaka, prije nego što skrene na jug kopnom dolje do rijeke Mo. Nakon kratkog dijela na rijeci Mo granica nastavlja prema jugu, koristeći različite kopnene dijelove i neke male rijeke, prije nego što konačno završi na atlantskoj obali zapadno od glavnog grada Toga Loméa.
Najviše točke obiju zemalja, planina Afadja u Gani i planina Agou u Togu, leže jedna blizu druge blizu granice.

## Povijest
Ostaci kompleksa Kintampo (2500. – 1400. pr. Kr.) otkriveni su u Togu. Europljani su stupili u kontakt s obalom Gane (koja se tada nazivala Zlatnom obalom) od 15. stoljeća i ona je postala središte raznih trgovačkih mreža, osobito zlatom i robovima; Njemačka, Švedska, Danska, Portugal i Nizozemska imale su trgovačka mjesta u regiji U 18. i 19. stoljeću Togo je služio kao tampon zon između Carstva Ashanti i Dahomej sve do uspostave njemačkog Togolanda 1880-ih.
Britanija se također zainteresirala za regiju, te je tijekom 19. stoljeća postala dominantna regionalna sila, preuzevši sve suparničke trgovačke postaje i proglasivši koloniju Zlatna Obala 1867. Britanci su postupno proširili svoju vlast u unutrašnjost, protiv često odlučnog otpora Carstva Ashanti; sjeverno područje današnje Gane pripojeno je koloniji Gold Coast 1901. U 1880-ima europske sile su se intenzivno natjecale za teritorij u Africi, proces poznat kao "Utrka za Afriku". Njemačka se počela zanimati za stjecanje kolonija, potpisujući ugovore s poglavicama duž obale modernog Toga u srpnju 1884. Kolonija njemačkog Togolanda tada se postupno širila u unutrašnjost.
Britanija i Njemačka dogovorile su početnu granicu u najjužnijem dijelu zapadno od Loméa 14. srpnja 1886. Sljedeće je godine proširen dalje prema sjeveru do ušća Volta-Daka. Taj je dio granice tada detaljnije razgraničen anglo-njemačkim sporazumom od 1. srpnja 1890. Granica je proširena dalje prema sjeveru zajedničkim sporazumom 14. studenog 1899. Potpuna je granica zatim određena krajem 1901., a zatim je razgraničena na terenu 1901–02.; ova konačna granica odobrena je 25. lipnja 1904.
U Prvom svjetskom ratu saveznici su osvojili Njemački Togoland, a zatim su ga podijelili na britanske i francuske mandate duž mandatnih linija dogovorenih 10. srpnja 1919. Nova granica između mandata (tj. moderna granica Gane i Toga) tada je potvrđena između Britanije i Francuske 21. listopada 1929. nakon radova na razgraničenju obavljenih 1927.-29.
Plebiscitom je Britanski Togoland 1956. uključen u koloniju Gold Coast, koja je sljedeće godine stekla neovisnost kao Gana. Francuska je također pokrenula proces dekolonizacije u to vrijeme, što je kulminiralo davanjem široke unutarnje autonomije svim afričkim kolonijama 1958. u okviru Francuske zajednice. Francuski Togoland proglasio je potpunu neovisnost 27. travnja 1960., nakon čega je granica s Ganom postala granica između dviju suverenih država. Dvije su države poduzele neke radove na ponovnom razgraničenju 1970-ih.

## Naselja uz granicu

### Gana
- Wurinyanga
- Nakpanduri
- Bunkpurugu
- Wawjawga
- Kilingg
- Nkanta
- Breniasi
- Agbome
- Denu
- Aflao

### Togo
- Tami
- Bantierk
- Kpankpande
- Passao
- Biakopabe
- Bidjabe
- Dimouri
- Kakpa
- Bloma
- Kpalimé
- Kpadafe
- Agoueve
- Lomé

## Granični prijelazi
Glavni granični prijelaz je Aflao-Lomé; ostali prijelazi uključuju Ho-Kpalimé i Leklebi-Kame.

## Dodatno čitanje
- (engl.)Austin, Dennis (1963). "The Uncertain Frontier: Ghana-Togo". The Journal of Modern African Studies. 1 (2): 139–145.